# Chocobo GP
Chocobo GP (チョコボGP Chokobo GP?) es un videojuego de carreras de karts de 2022 desarrollado por Arika y publicado por Square Enix para Nintendo Switch. El juego es un spin-off de la serie Final Fantasy y es una secuela de Chocobo Racing de 1999. Fue lanzado para celebrar el 35 aniversario de la serie y presenta lugares y personajes de toda la franquicia.
Chocobo GP recibió críticas mixtas de los críticos; Si bien se elogiaron sus controles, diseños de pistas, elementos y habilidades específicas de los personajes, se criticaron el modelo de monetización del juego.

## Jugabilidad
El juego es un juego de carreras de karts que incluye modos un jugador y multijugador. El jugador elige un personaje de la serie de videojuegos Final Fantasy y lo dirige a través de una pista de carreras en un esfuerzo por terminar antes que los demás corredores. Los jugadores pueden realizar derrapes para ayudar a realizar giros cerrados y obtener aumentos de velocidad adicionales. Los elementos llamados "magicita" se pueden recolectar conduciendo a un personaje hacia "Huevos Mágicos" y se pueden usar para ayudar al personaje del jugador o obstaculizar a otros corredores. Los personajes individuales también tienen habilidades específicas y el jugador puede personalizar los vehículos. El juego presenta múltiples modos, incluido un "modo historia", carreras personalizadas y carreras en línea. Las carreras en línea también incluyen un modo de torneo de eliminación de 64 jugadores.

## Ambientación
El modo historia del juego incluye personajes que participan en un torneo de carreras que ofrece un premio ganador de "un deseo por cualquier cosa que su corazón desee". Los circuitos de carreras están ubicados en lugares de varios juegos de Final Fantasy, como el Gold Saucer de Final Fantasy VII, la ciudad de Zozo de VI  y la ciudad de Alexandria de IX. Los personajes del juego incluyen tanto miembros específicos del grupo de juegos anteriores de Final Fantasy como personajes de los juegos derivados anteriores de Chocobo. La lista incluye a Chocobos, Moogles, White Mages, Black Mages, Vivi, Steiner, Cactuar, y Maduin, entre otros. Cloud Strife y Squall Leonhart se agregaron a la lista en la temporada 1 como un personaje desbloqueable y adquirible con Gil, respectivamente.

## Desarrollo y lanzamiento
El juego es una secuela del juego de PlayStation de 1999 Chocobo Racing. En 2010 se anunció por primera vez una continuación del juego para Nintendo 3DS, aunque su desarrollo se subcontrató, la calidad se vio afectada y se canceló silenciosamente en 2013. En marzo de 2021, las publicaciones señalaron que se estaban solicitando marcas comerciales para un Chocobo GP y Chocobo Grand Prix. Chocobo GP fue confirmado oficialmente durante una transmisión de Nintendo Direct en septiembre. Fue lanzado para Nintendo Switch el 10 de marzo de 2022, junto con una versión gratuita del juego, titulada Chocobo GP Lite. Esta versión free-to-play del juego incluía el prólogo de la historia, el modo Chocobo GP, tres personajes, multijugador local y en línea, y permitía a los jugadores transferir su progreso a la versión completa del juego después de la compra. La versión completa incluye un pase de batalla y microtransacciones. La banda sonora del juego fue compuesta por Hidenori Iwasaki.
Nueve meses después del lanzamiento del juego, Square Enix anunció que el soporte en forma de contenido futuro terminaría para el juego, así como la posibilidad de comprar la moneda premium del juego, Mythril. El juego se relanzó en junio de 2023 y todo el contenido de microtransacciones se agregó al juego en forma de desbloqueables dentro del juego por $49.99 los jugadores que descargaron previamente la versión gratuita podrían comprar una actualización para recibir todo el contenido, así como transferir su archivo guardado a la versión relanzada del juego.

## Recepción
Chocobo GP recibió críticas "mixtas o promedio" según el agregador de reseñas Metacritic.
Destructoid le dio al juego un 6,5 sobre 10 y escribió: "... si estás buscando un corredor útil para jugar en el lado que está lleno de desbloqueos de la vieja escuela, Chocobo GP. es una buena opción, siempre que puedas superar algunos obstáculos. Con suerte, una serie de parches, la posible eliminación del sistema de pase de temporada y un recorte de precios harán que este paquete sea mucho más atractivo". Nintendo Life y Shacknews revisaron el juego de manera más positiva, elogiando los controles, las pistas, las habilidades específicas de los personajes, los elementos, la lista, los modos, el rendimiento y el potencial. del modo Chocobo GP, al tiempo que critica el débil modo historia y el pase de temporada pago.
El modelo de monetización de Chocobo GP también recibió algunas críticas. En respuesta, Square Enix les dio a los jugadores una cantidad determinada de la moneda gratuita del juego "mythril" y ajustó la configuración para facilitar la progresión. Los jugadores descubrieron que el Mythril gratuito expiraría cinco meses después de su acumulación, mientras que el Mythril por el que los jugadores pagaran permanecería.
Chocobo GP fue el sexto juego minorista más vendido durante su primera semana de lanzamiento en Japón, con 12,414 copias físicas vendidas.